# Pearl Sindelar
Pour les articles homonymes, voir Sindelar.
Pearl Sindelar, née Pearl Tinker le 5 février 1887 à Virginia, dans le Nevada, et morte le 9 juillet 1958 à Glendale, en Californie, est une actrice américaine du cinéma muet. Également actrice de théâtre, Pearl Sindelar fut active à Broadway (New York) dans les années 1920,.

## Filmographie partielle
- 1912 : Cleopatra de Charles L. Gaskill
- 1913 : The Wrong Bottle d'Anthony O'Sullivan (en)
- 1913 : Innocence de Fred E. Wright
- 1913 : The Italian Bride de Fred E. Wright
- 1913 : The Crooked Bankers de Fred E. Wright
- 1913 : Puttin' It Over on Papa de Fred E. Wright
- 1913 : The Governor's Double de Fred E. Wright
- 1913 : When a Woman Wastes
- 1913 : The Turning Point
- 1913 : The Depth of Hate de Fred E. Wright
- 1913 : Two Mothers
- 1913 : A Scandinavian Scandal
- 1914 : The Resurrection
- 1914 : Broken Lives
- 1914 : The Second Generation
- 1914 : The Wasted Years
- 1914 : A Leech of Industry d'Oscar Apfel
- 1914 : Detective Craig's Coup de Donald MacKenzie
- 1914 : Jolts of Jealousy
- 1923 : Un nuage passa (The Glimpses of the Moon) d'Allan Dwan
- 1924 : Pied Piper Malone d'Alfred E. Green
- 1924 : Peter Stuyvesant de Frank Tuttle
- 1927 : A Made-To-Order Hero d'Edgar Lewis
- 1928 : The Four-Footed Ranger de Stuart Paton